# Zastava otoka Turks i Caicos
Zastava otoka Turks i Caicos je usvojena 7. studenog 1968. Kao i zastave drugih bivših britanskih kolonija, tamnoplave je boje sa zastavom Ujedinjenog Kraljevstva u gornjem lijevom kutu, te s grbom otočja. 
Grb se sastoji od žutog štita na kojem su školjka, jastog i kaktus. Civilna zastava je crvene boje.